# 全隈町
全隈町（またぐまちょう）は、茨城県水戸市の町名。郵便番号は311-4161。

## 地理
水戸市の北西部に位置する。

### 河川
- 田野川

## 施設

### 水戸市森林公園
- 森のシェーブル館 - 水戸市民の憩いの場になっている。
- さくらの丘 - ソメイヨシノ、ヤマザクラ、河津桜などが見られる。
- 市立森林公園ふれあい牧場 - ヤギが放牧されていて、ふれあいを楽しめる場所。
- 恐竜広場（古生代）

### 地域コミュニティ
- 山根市民センター - 地域コミュニティ活動拠点として住民を支援し、生涯学習講座を開講・窓口業務（各種証明書の発行）・避難所としての防災拠点などになっている。

### 教育施設
- 水戸市少年自然の家 - 自然豊かな環境の中にあり、ウォークラリーやハイキングなどの野外活動や、動植物とふれあえる。

### 農業施設
- 水戸市ふるさと農業推進センターふるさと農場 - 市が運営する市民農園。農作業体験や農村との交流を通じて、農業への関心を深めてもらうことを目的とした施設。相談員も常駐し、農業技術の指導も受けられる。

## 観光

### 展望台
- 大鍋展望台あずまや - 水戸市森林公園北部の丘に設置された展望台。

## 交通

### 県道（主要地方道）
- 茨城県道52号石岡城里線

### 一般県道
- 茨城県道113号真端水戸線

## 神社仏閣
- 報徳二宮神社 - 水戸市森林公園内にある神社。二宮尊徳命を祀っている。
- 鹿島神社

## 史跡・旧跡
- 全隈城跡
- 山根村道路元標